# Radviliškis (stacja kolejowa)
Radviliškis – stacja kolejowa w miejscowości Radziwiliszki, w okręgu szawelskim, na Litwie. Stacja jest zarządzana przez LTG Infra.

## Historia
Węzeł kolejowy Radziwiliszki jest jednym z największych i najstarszych na Litwie. Stacja Radziwiliszki została otwarta w 1871 na drodze żelaznej libawsko-romeńskiej, pomiędzy stacjami Szylany i Bejsagoła.
Stacja posiadała ceglany budynek pasażerski z trzema halami dla pasażerów: pierwszej, drugiej i trzeciej klasy, mieszkania dla pracowników stacji i dla służb ruchu. W 1870 roku zbudowano lokomotywownię. W 1933 według zbudowano murowaną wieżę ciśnień. Jest to jedna z niewielu wieś ciśnień na Litwie pozostałych po okresie międzywojennym.
Radziwiliszki są obecnie jednym z najważniejszych i największych oddziałów Lietuvos geležinkeliai: posiadają lokomotywownię oraz miejsca postojowe dla wagonów towarowych.